# Szigethalom
Szigethalom är en stad i Ungern med 18 024 invånare (2020).